# Чувашёва (Ирбитское муниципальное образование)
Чувашёва — деревня в Свердловской области России, входит в Ирбитское муниципальное образование. 

## Географическое положение
Деревня Чувашёва расположена в 34 километрах (по дорогам в 39 километрах) к северо-западу от города Ирбита, на правом берегу реки Ницы. В полутора километрах от деревни проходит автодорога Алапаевск — Ирбит.

## Население
| 2002 | 2010 |
| ---- | ---- |
| 2    | ↘0   |